# Загидулин, Фахрутдин Гильмутдинович
Фахрутдин Гильмутдинович Загидулин (20 июня 1911, Кукморский район — 7 января 1998, Кемерово) — сержант Рабоче-крестьянской Красной Армии, участник Великой Отечественной войны, Герой Советского Союза (1944).

## Биография
Фахрутдин Загидулин родился 7 (по новому стилю — 20) июня 1911 года в селе Байлангар (ныне — Кукморский район Татарстана). С 1933 года проживал в Кемерово, работал начальником снабжения продовольственной заводской базы. В сентябре 1941 года Загидулин был призван на службу в Рабоче-крестьянскую Красную Армию. С ноября 1941 года — на фронтах Великой Отечественной войны. К июню 1944 года сержант Фахрутдин Загидулин командовал отделением 913-го отдельного сапёрного батальона 4-го стрелкового корпуса 7-й армии Карельского фронта. Отличился во время Свирско-Петрозаводской операции.
21 июня 1944 года Загидулин переправлял подразделения 536-го стрелкового полка через реку Свирь к западу от города Лодейное Поле Ленинградской области. Когда его резиновая лодка получила повреждения, Загидулин наладил быструю откачку воды и устранил повреждения, после чего первым в дивизии достиг занятого противником берега и высадил взвод пулемётчиков. Всего же в тот день Загидулин совершил 19 рейсов, перевезя в общей сложности около 350 бойцов и командиров со всем вооружением, 5 противотанковых орудий с боеприпасами.
Указом Президиума Верховного Совета СССР от 21 июля 1944 года за «образцовое выполнение боевых заданий командования на фронте борьбы с немецкими захватчиками и проявленные при этом мужество и героизм» сержант Фахрутдин Загидулин был удостоен высокого звания Героя Советского Союза с вручением ордена Ленина и медали «Золотая Звезда» за номером 3823.
После окончания войны Загидулин был демобилизован. Вернулся в Кемерово, работал мотористом на автобазе. Скончался 7 января 1998 года, похоронен на кемеровском кладбище № 1.
Был также награждён орденами Отечественной войны 1-й степени и Славы 3-й степени, рядом медалей.